# Fernando Solana Morales
Fernando Solana Morales (Ciudad de México, 8 de febrero de 1931-Ciudad de México, 23 de marzo de 2016) fue un político y diplomático mexicano, miembro del Partido Revolucionario Institucional. Ocupó la titularidad de las Secretarías de Relaciones Exteriores, Educación Pública y la antigua Secretaría de Comercio en el gobierno de México.

## Biografía
Egresado de la Universidad Nacional Autónoma de México, donde fue catedrático de las Facultades de Economía, Filosofía y Ciencias Políticas, además de haber ocupado el cargo de secretario general de la Universidad, con el rector Javier Barros Sierra de 1966 a 1970.
Como financiero, fue director de Planeación y Finanzas de la Compañía Nacional de Subsistencias Populares (CONASUPO) durante la administración de Luis Echeverría Álvarez y más tarde, en el sexenio de Miguel de la Madrid, director general del entonces nacionalizado Banco Nacional de México
Ingresó al gobierno al ser designado secretario de Comercio por el presidente José López Portillo en 1976, menos de un año después fue designado Secretario de Educación Pública cargo que retuvo hasta el fin del gobierno de López Portillo en 1982. Durante su gestión se crearon las delegaciones de la SEP en todo el país y propuso la creación del Colegio Nacional de Educación Profesional Técnica (CONALEP) y el Instituto Nacional para la Educación de los Adultos (INEA). 
En diciembre de 1982 el nuevo presidente Miguel de la Madrid lo nombró director general del Banco Nacional de México (Banamex), el banco privado más grande de México que acababa de ser nacionalizado por el anterior gobierno; en este cargo permaneció hasta 1988 cuando el presidente Carlos Salinas de Gortari lo designó secretario de Relaciones Exteriores. En 1993 pasó a ocupar por unos meses el cargo de secretario de Educación Pública por segunda ocasión, al que renunció para ser candidato a senador por el Distrito Federal, postulado por el PRI, cargo que ejerció de 1994 a 2000. 
Al terminar su periodo pasó a dirigir el Fondo Mexicano para la Educación y el Desarrollo. Fue presidente del Consejo Mexicano de Asuntos Internacionales, A.C.
La Universidad Nacional Autónoma de México le confirió el doctorado honoris causa.
Falleció el 23 de marzo de 2016 en la Ciudad de México.